# خشم (فیلم ۱۹۸۶)
خشم (به انگلیسی: Slow Burn) (Slow Burn عبارتی به معنی خشم رو به افزایش است) فیلمی تلویزیونی، آمریکایی و درام است که سال ۱۹۸۶ ساخته شده‌است. کارگردان و نویسندهٔ آن متیو چپمن است که او داستان فیلم را از رمانی نوشتهٔ «آرتور لیونز» اقتباس کرده‌است. بازیگران فیلم اریک رابرتز، بورلی دی آنجلو، ریموند جی بری، جانی دپ، دنیس لیپسکامب، آن شدین، امیلی لانگستریت، هنری گیبسون و دن هدایا هستند.

## خلاصه داستان
جرالد مک مورتی (بری)، جیکوب اسک (رابرتز)، را استخدام می‌کند تا همسر سابقش، لین و پسرش را در پالم اسپرینگز پیدا کند. جیکوب، لین و پسر نوجوانی را که ممکن است پسر مک مورتی باشد، پیدا می‌کند. او همچنین شبکه‌ای پیچیده را پیدا می‌کند که شروع به کشتن مردم کرده‌است. جیکوب تصمیم می‌گیرد که این راز را کشف کند و بفهمد که چه کسی و چرا مردم را می‌کشد. جانی دپ در این فیلم در نقش «دانی فلیشر»، پسر گمشدهٔ مک مورتی بازی کرده‌است. فیلم در پالم اسپرینگز فیلمبرداری شده‌است.